# Alan Powell
Alan Powell (ur. 3 maja 1985 w Nashville) – amerykański aktor, piosenkarz i kompozytor. Wystąpił w roli tajnego agenta Mike’a McQuigga w trzecim sezonie serialu ABC Quantico (2018). 

## Życiorys
Urodził się w Nashville w Tennessee jako syn LuAnne i Richarda Powella, pastora Kościoła chrześcijan baptystów McGregora. Ma dwie siostry: Kaylę i Heather. Gdy miał 6 lat wraz z rodziną przeprowadził się do Missisipi. 
W wieku 14 lat wraz z rodziną przeniósł się do Fort Myers Beach na Florydę, gdzie uczęszczał do Fort Myers High i wystąpił w musicalu Oklahoma!. W 2007 ukończył studia na prywatnym ewangelikalnym uniwersytecie chrześcijańskim Liberty University w Lynchburg w Wirginii.
W 2007 w Los Angeles wspólnie z Chadem Grahamem, wieloletnim przyjacielem z liceum, założył chrześcijański zespół popowy Yellow Cavalier i był jego głównym wokalistą. Wkrótce do grupy dołączyli: Kyle Kupecky i Caleb Grimm, przyjaciele z czasów studiów. W 2010 podpisał kontrakt z Reunion Records, zmienił nazwę zespołu na Anthem Lights, koncertował po całym kraju i nagrał dwa albumy studyjne: Anthem Lights (2011) i You Have My Heart (2014). Wspólnie z Anthem Lights nagrał takie piosenki jak „Just Fall”, „Can’t Shut Up” i „Hide Your Love Away”. W 2012 zespół rozstał się z Reunion Records, aby stworzyć własną wytwórnię o nazwie YC Records, jako powrót do początków zespołu Yellow Cavalier. Sprowadził także nowego członka zespołu, Joeya Stampera, który zastąpił Kyle’a, który polubownie opuścił grupę, aby rozpocząć solową karierę muzyczną. Anthem Lights miał ponad 260 tys. subskrybentów kanału YouTube i ponad 40 mln odsłon. W 2016 Alan Powell odszedł z zespołu. 
Debiutował na ekranie w roli klowna na rodeo w przygodowym komediodramacie Charlie & Boots (2009) u boku Paula Hogana i Val Lehman. W melodramacie Piosenka (The Song, 2014) wystąpił jako niespokojny piosenkarz Jed King. W dramacie Odnaleźć nadzieję (Where Hope Grows, 2014) zagrał postać ambitnego muzyka Franka Weavera, przyjaciela baseballisty (Kristoffer Polaha), który nie może zebrać się na odwagę, by wyjechać z miasta do Nashville lub innego miejsca, gdzie miałby większe szanse na sukces. W dramacie Caged No More (2016) o handlu ludźmi jest agentem sił specjalnych. Za rolę Alexa, który po zakochaniu próbuje opuścić świat podziemnego boksu dla miejscowej mafii, w dramacie sensacyjnym Warto walczyć (Worth Fighting For, 2017) był nominowany do nagrody na Międzynarodowym Festiwalu Filmów Chrześcijańskich w Orlando na Florydzie.

## Życie prywatne
W 2006 ożenił się z Brycie. Mają czwórkę dzieci: trzy córki - AJ, Presley i Rowe oraz syna Nasha.

## Filmografia

### Filmy fabularne
- 2009: Charlie & Boots jako klown na rodeo
- 2013: Each Time Again (film krótkometrażowy) jako Ben
- 2014: Odnaleźć nadzieję (Where Hope Grows) jako Franklin Weaver
- 2014: Piosenka (The Song) jako Jed King
- 2015: Happy Beltane! (film krótkometrażowy) jako Teller
- 2015: Magia świąt (Christmas in the Smokies) jako Mason Wyatt
- 2016: Caged No More jako Will
- 2016: Take It All the Way (film krótkometrażowy) jako Billy
- 2017: Redliners (TV) jako Wynn Rhymer
- 2017: Worth Fighting For jako Alex
- 2017: A Deadly Affair (TV) jako Charlie
- 2018: Like Arrows jako Charlie
- 2018: The Dark (film krótkometrażowy) jako tato
- 2018: Beautifully Broken jako G. David Anderson
- 2018: Other Versions of You jako Franklin
- 2019: Shooting Heroin jako Adam
- 2019: Heavenquest: A Pilgrim’s Progress jako Aamon
- 2019: Out of Ashes jako Clayton
- 2019: The Kid: More to Come (film krótkometrażowy) jako Zayne
- 2020: The Reason jako Kenneth

### Seriale TV
- 2012: Nashville jako techniczny gitary
- 2018: The Arrangement jako Aaron Woolth
- 2018: Quantico jako Mike McQuigg